# Kula (Manisa)
Kula (Antike: Katakekaumene) ist eine Stadtgemeinde (Belediye) im gleichnamigen Ilçe (Landkreis) der Provinz Manisa in der türkischen Ägäisregion und gleichzeitig eine Gemeinde der 2012 geschaffenen Büyükşehir Belediyesi Manisa (Großstadtgemeinde/Metropolprovinz). Die im Stadtlogo vorhandene Jahreszahl (1866) dürfte auf das Jahr der Ernennung zur Stadtgemeinde (Belediye) hinweisen. Seit der Gebietsreform 2013 ist die Gemeinde flächen- und einwohnermäßig identisch mit dem Landkreis.

## Geographie

Geographische Lage innerhalb der Provinz Manisa

### Geographische Lage
Kula liegt im Osten der Büyükşehir und grenzt extern an die Provinz Usak. Kula bestand schon bei Gründung der Türkei 1923, der Kaza (Vorläufer des Kreises) hatte zur Volkszählung 1927 29.637 Einwohner, davon entfielen auf die Stadt (Şehir) 8.683 und auf die 90 Dörfer/Ortschaften 20.954 Einwohner.

### Geologie
Die Gegend von Kula ist bekannt durch die Felsformationen vulkanischen Ursprungs namens Yanıkyöre, weshalb die Gegend von einigen Besuchern auch das Kappadokien der Ägäisregion genannt wird.
Die Forscher der Eskişehir Osmangazi Universität entdeckten 2024 in der Region Kula mit 15 Seismometern acht Magmakammern in Tiefen von fünf bis 30 Kilometern unterhalb der Erdoberfläche. Davon befindet sich eine große Magmakammer fünf Kilometer unter der Erdoberfläche, die sich in Richtung Erdoberfläche bewegt und bereits auf die Geothermie der umliegenden Region einwirkt. Laut Forschern liege der letzte Vulkanausbruch der Region Kula zirka 4.700 Jahre zurück, aber durch ein tektonisches Beben könnte die erforschte naheliegende Magmakammer aktiviert werden, also bestehe ein hohes Risiko von erneuten Vulkanaktivitäten, womit kontinuierliche Überwachung nötig sei.

## Geschichte
(Bis) Ende 2012 bestand der Landkreis neben der Kreisstadt aus den beiden Stadtgemeinden (Belediye) Gökçeören und Sandal sowie 52 Dörfern (Köy) in zwei Bucaks, die während der Verwaltungsreform 2013 in Mahalle (Stadtviertel/Ortsteile) überführt wurden. Die sieben existierenden Mahalle der Kreisstadt blieben erhalten, während die Mahalle der anderen Belediye vereint und zu je einem Mahalle reduziert wurden. Durch Herabstufung dieser Belediye und der Dörfer zu Mahalle stieg deren Zahl auf 60 an. Ihnen steht ein Muhtar als oberster Beamter vor.
Ende 2020 lebten durchschnittlich 734 Menschen in jedem Mahalle, 10.751 Einw. im bevölkerungsreichsten (4 Eylül Mah.).

## Kultur und Sehenswürdigkeiten

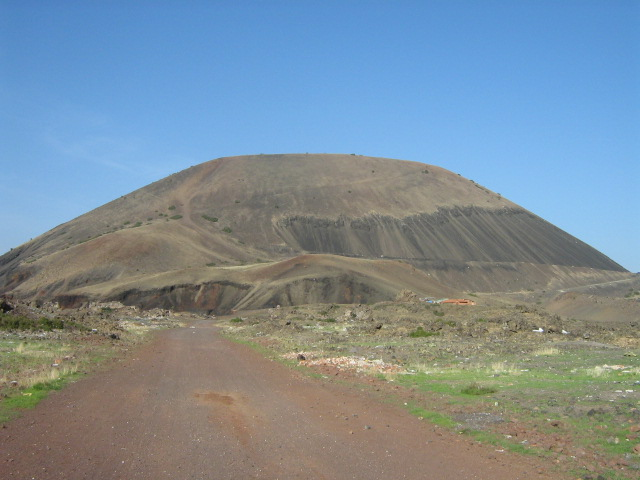
Vulkankegel in Kula

- Kula-Salihli Geopark (deutsch Geopark Kula-Salihli) – UNESCO Global Geopark (seit 2013)
  - inklusive Vulkankegel, erstarrte Lavafelder, Thermalquellen

- Teppich
  - Kula Halıları (deutsch Kula Teppiche)[3]

## Wirtschaft und Infrastruktur
Kula ist ein altes Zentrum der Erzeugung von handgewebten Teppichen. Die hier hergestellten Gebietsteppiche waren vor allem durch die Dominanz der aprikosengelben Farbe charakterisiert.

### Unternehmen
In Kula ist der 1969 gegründete Mineralwassererzeuger Kula Maden Suyu ansässig.